# Ratt Skates
Rat Skates (nascido Lee Kundrat, em 17 de maio de 1961 em Summit, Nova Jersey) é um músico, cineasta, escritor, mais conhecido como como membro fundador e baterista original da banda de thrash metal Overkill, além disso, também  é diretor de documentários musicais do gênero thrash metal.
Início de carreira
Antes de 1980, ele era o baterista de uma banda punk chamada The Lubricunts. Quando os membros da banda se separaram em 1980, ele e o baixista, D.D. Verni, formaram a banda de thrash metal Overkill. Ele deixou o Overkill em 1987. Seu nome artístico, Rat Skates, é uma homenagem ao baterista da banda The Damned, Rat Scabies.
1. ↑  «Rat Skates - Net Worth, Age, Height, Bio, Birthday, Wiki!» (em inglês). 26 de junho de 2021. Consultado em 13 de novembro de 2022
2. ↑  «Rat Skates». Discogs (em inglês). Consultado em 13 de novembro de 2022